# Екшьо
Екшьо (на шведски: Eksjö) е град в южна Швеция, лен Йоншьопинг. Главен административен център на едноименната община Екшьо. Намира се на около 250 km на югозапад от столицата Стокхолм и на 61 km на изток от Йоншьопинг. Първите сведения за града датират от 14 век. Получава статут на град през 1544 г. Има жп гара и летище. Населението на града е 9701 жители според данни от преброяването през 2010 г.

## Архитектура
Характерни за Екшьо са постройките от дървен материал. Заедно с градовете Ю и Нура трите града са наричани (Three wooden towns на английски и „Tre Trästäder“ на шведски) „Три дървени (дървесни, от дърво) града“.

## Жители на града
- Оке Едвардсон (роден в града, 1953 – ?) – шведски журналист, преподавател и писател, автор на бестселъри в жанра трилър